# Lagoa do Sítio
Lagoa do Sítio är en kommun i Brasilien.   Den ligger i delstaten Piauí, i den östra delen av landet, 1 300 km nordost om huvudstaden Brasília. Antalet invånare är 4 853.
Omgivningarna runt Lagoa do Sítio är huvudsakligen savann. Runt Lagoa do Sítio är det mycket glesbefolkat, med 6 invånare per kvadratkilometer.